# Bayarena
Bayarena (ibland skrivet som BayArena) är en fotbollsstadion i Leverkusen, Tyskland.
Bayarena är hemmaplan för Bayer 04 Leverkusen. Arenan invigdes 1956 som Ulrich-Haberland-Stadion och fick då sitt namn efter Bayer AG:s chef Ulrich Haberland.